# Oxysychus kainophanestus
Oxysychus kainophanestus is een vliesvleugelig insect uit de familie Pteromalidae. De wetenschappelijke naam is voor het eerst geldig gepubliceerd in 2011 door Narendran & Van Harten.